# Интерактивна бяла дъска
Интерактивна бяла дъска (известна също като интерактивна дъска или интелигентна дъска), е голяма интерактивна табла във формата на бяла дъска. Това може да бъде самостоятелен сензорен компютър, използван независимо за изпълнение на задачи и операции, или свързващ апарат, използван като тъчпад за управление на компютри от проектор. Те се използват в различни среди, включително класни стаи на всички нива на образование, в корпоративни зали и работни групи, в учебни зали за професионален спортен треньор, в студия за излъчване и други.